# Chrysostomus Schmid
Chrysostomus Schmid OSB (* 3. Februar 1883 in Westendorf als Blasius Schmid; † 28. September 1962 in St. Ottilien) war ein deutscher Benediktinermönch und Erzabt der Erzabtei Sankt Ottilien.

## Werdegang
Schmid besuchte das Gymnasium bei St. Stephan in Augsburg. 1903 trat er in die Benediktinerabtei St. Ottilien ein. Er studierte in München und Rom Philosophie und Theologie und promovierte 1908 am Benediktinerkolleg Sant’Anselmo. Am 26. Juli 1908 empfing er in Augsburg die Priesterweihe.
Ab 1912 war er Lehrer am Seminar des Klosters St. Ottilien und übersetzte Werke von Savinien Louismet ins Deutsche. Von 1922 bis 1930 hielt er sich als Prior in der Abtei Tokwon (Korea) auf. Am 17. Juni 1930 wurde er vom Wahlkapitel zunächst zum Abt-Koadjutor des Erzabtes Norbert Weber gewählt und am 10. August 1930 durch Weihbischof Johann Baptist Schauer aus München zum Abt geweiht. Nach Norbert Webers Resignation im Jahr 1931 wurde Chrysostomus Schmid Erzabt von St. Ottilien und zugleich Haupt der Benediktinerkongregation von St. Ottilien. Die ersten Jahre seiner Regierungszeit waren geprägt von Missionsreisen nach Nordamerika, Venezuela und Ostafrika. 1941 wurden die Mönche von der Gestapo aus St. Ottilien vertrieben. Nach Kriegsende sammelte Schmid seine zerstreute Gemeinschaft wieder und begründete das Mönchsleben in St. Ottilien 1948 neu. Er resignierte am 15. Mai 1957 vom Amt des regierenden Erzabtes. Die folgenden Jahre lebte Chrysostomus Schmid bis 1961 im Kloster St. Vinzenz in Dießen.

## Ehrungen
- 1955: Großes Verdienstkreuz des Verdienstordens der Bundesrepublik Deutschland
- 1959: Bayerischer Verdienstorden